# Panicum virgatum
Panicum virgatum, comúnmente conocido como pasto varilla, es una especie de planta herbácea perteneciente a la familia de las poáceas.

## Distribución y hábitat
Es una perenne de estación cálida, pasto nativo de Norteamérica, donde se halla naturalmente desde latitud 55°N en Canadá bajando hacia EE. UU. y México. Es una de las especies dominantes de la región central de pradera de altos pastos de Norteamérica, y se la puede encontrar en praderas remanentes, en pasturas nativas, y también naturalizada a lo largo de los costados de rutas. Se la usa primariamente en conservación de suelo, producción forrajera, cobertura de parques, como planta ornamental, y más recientemente como cultivo de biomasa para producir calor, etanol, fibra, electricidad.

## Propiedades
Es una gramínea perenne, de profundas raíces, rizomatosa que comienza a crecer a fines de primavera. Alcanza 27 dm de altura, aunque es típicamente más corta que Andropogon gerardii y Sorghastrum nutans. Sus hojas tienen 3-9 dm de longitud, con una prominente lígula. Esta especie usa fijación C4, poseyendo una ventaja en condiciones de sequía y de alta temperatura.  Sus flores se ubican en grandes panículas, frecuentemente de 6 dm de largo, y producen buenos rindes de semillas. La semilla tiene 3-6 mm de largo y 1,5 mm de ancho, y se desarrollan en espiguillas unifloras. Ambas glumas se presentan bien desarrolladas. Al madurar, las semillas adquieren a veces un tinte rosado o purpúreo, y pasan a marrón dorado cuando el follaje entra al otoño. Es una especie tanto perenne y autofecundada, que le permite al granjero no plantarla ni resembarla después de su cosecha anual. Una vez establecida, su stand puede sobrevivir por diez años o más. A diferencia del maíz, este pasto puede crecer en tierras marginales, requiriendo relativamente modestos niveles de fertilizantes químicos.  Globalmente, es considerado un eficiente usuario de los recursos, un cultivo de bajos inputs para producir bioenergía de las tierras de cultivo. Según las investigaciones, esta planta produce un 540% más energía que la requerida para procesarlo como etanol.

## Desarrollo

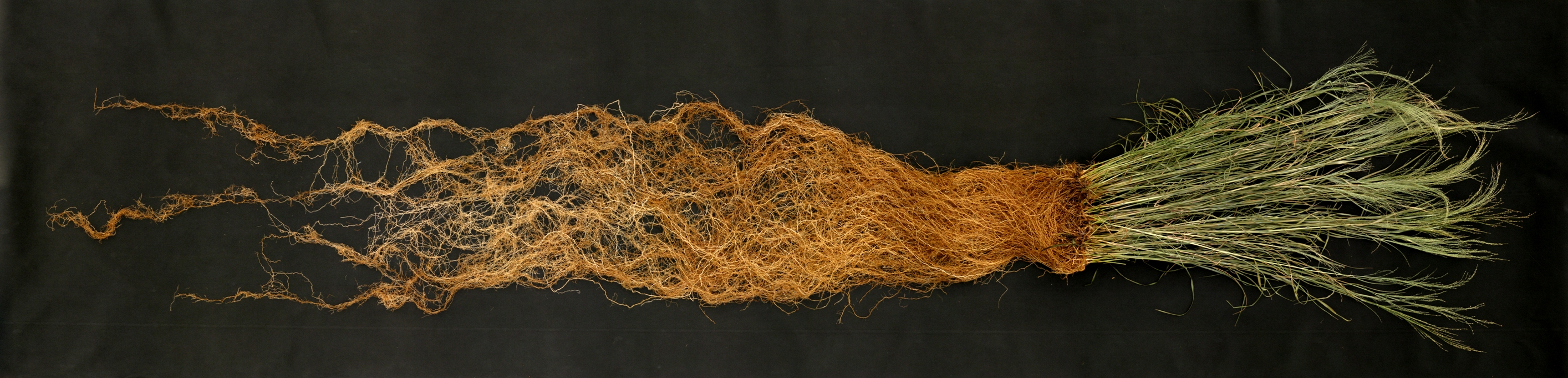
Sistema radicular de P. virgatum, Land Institute, Kansas

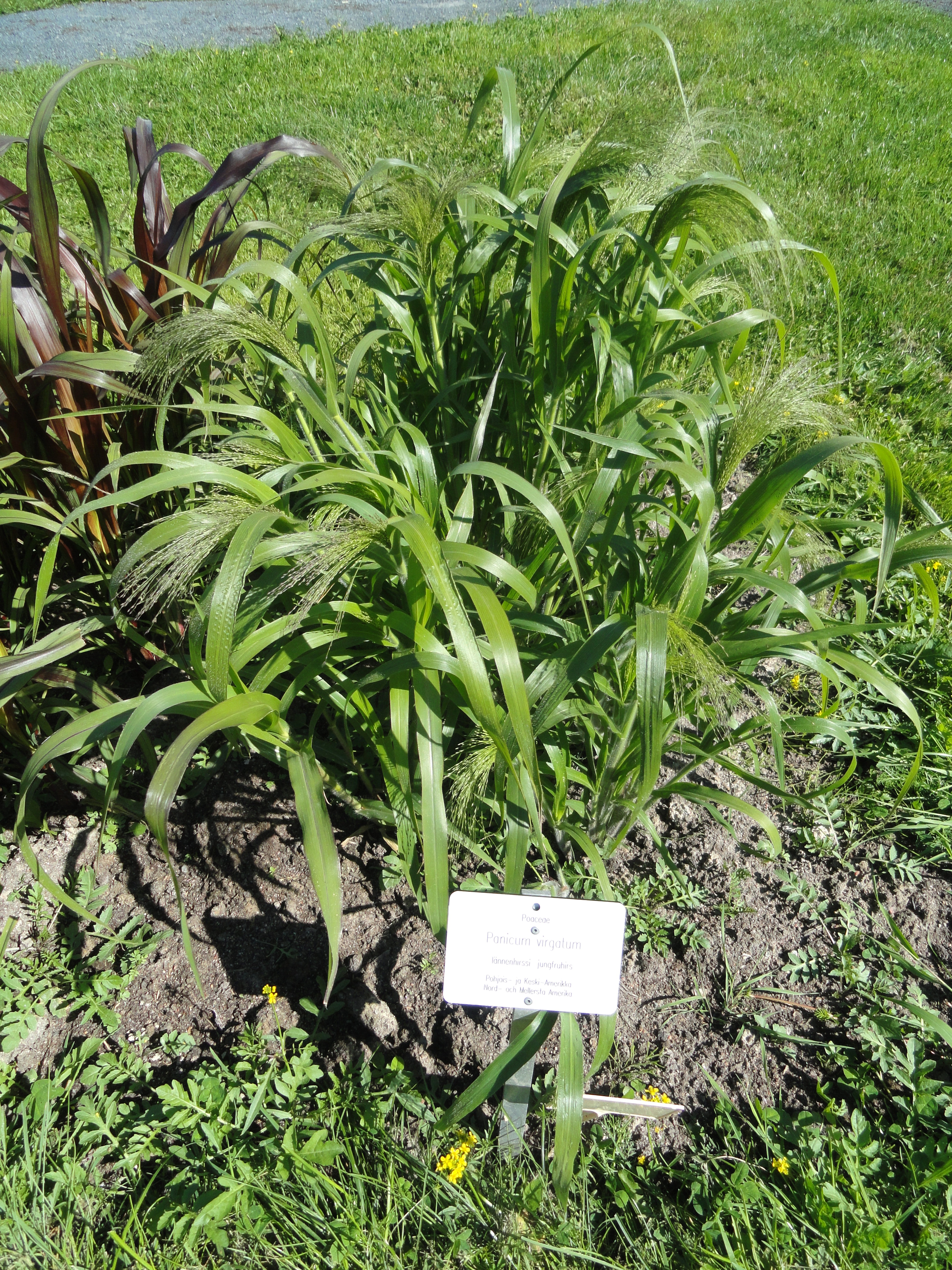
Vista de la planta

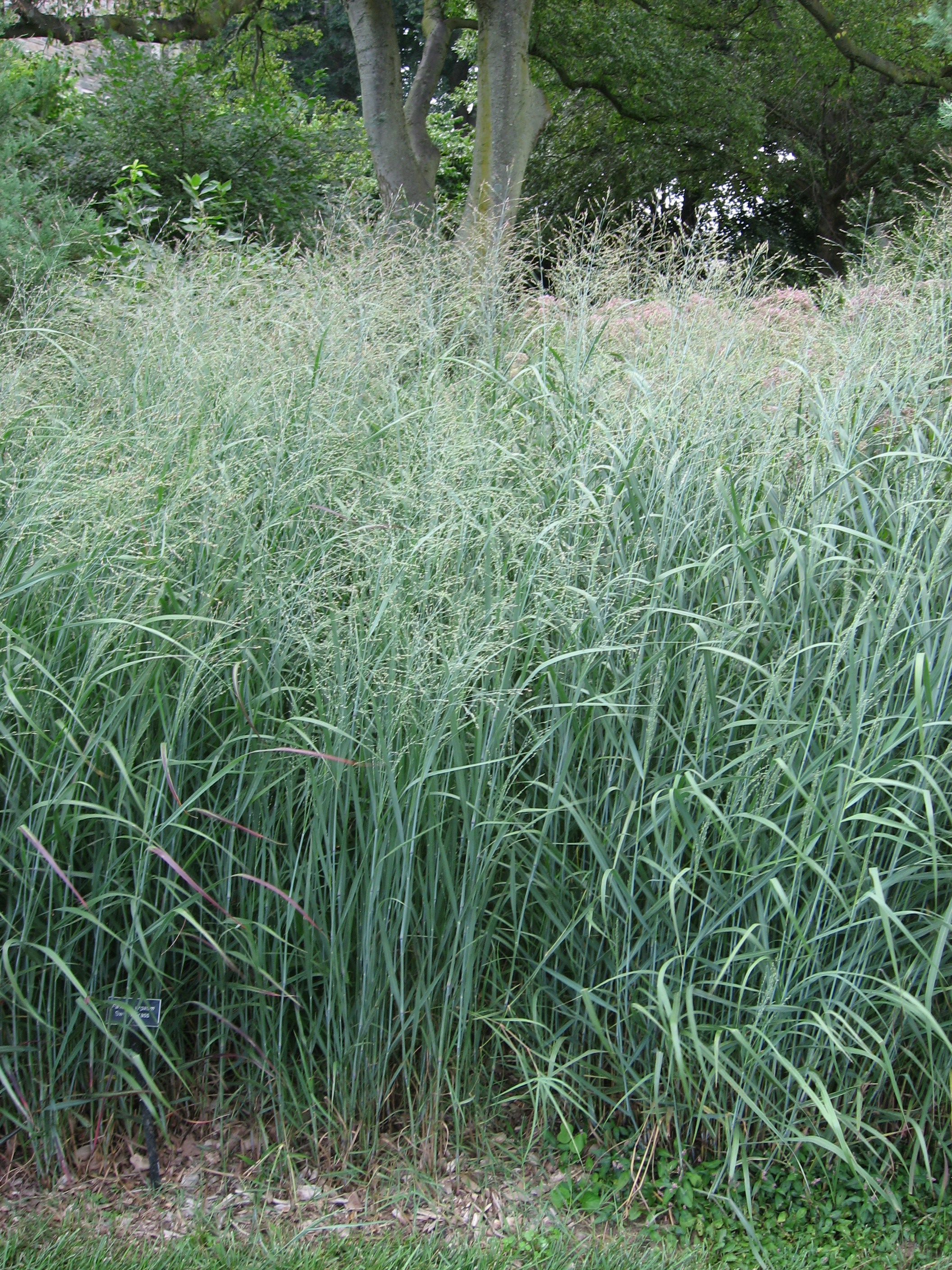
En su hábitat

En algunos lugares de Norteamérica, especialmente las praderas del Medio oeste de EE. UU., estuvieron primariamente habitadas por pastos nativos, incluyendo Panicum virgatum, Sorghastrum nutans, Tripsacum dactyloides, Andropogon gerardii, Schizachyrium scoparium, y otras.  A medida que avanzó la colonización europea de América comenzaron a expandirse hacia el oeste a través del continente, y esos pastos nativos se araron y las tierras se convirtieron en campos de cultivos anuales como maíz, trigo y avena. Y se introdujeron pastos exóticos como festuca, Poa, Dactylis  reemplazando los pastos nativos para henificar y como pasturas para la ganadería.

## Distribución
Es una planta versátil y adaptable. Puede crecer y multiplicarse en variadas condiciones climatológicas, diferentes duraciones de las estaciones y diferentes tipos de suelo y condiciones de las tierras. Su distribución alcanza a latitudes al sur de 55 °N desde Saskatchewan a Nueva Escocia, EE. UU. hasta el este de las Montañas Rocosas. Hacia el sur dentro de México. Como hierba perenne de clima cálido, la mayor parte de su crecimiento se produce desde finales de la primavera a principios del otoño pasando a tener durante los meses más fríos un rendimiento mínimo. Por lo que su período de crecimiento puede variar de los tres meses en los climas más fríos a ocho en climas más cálidos.

## Taxonomía
Panicum virgatum fue descrita por Carlos Linneo  y publicado en Species Plantarum 1: 59. 1753.
Etimología
Panicum: nombre genérico que es un antiguo nombre de latín para el mijo común (Setaria italica).
virgatum; epíteto latíno que significa "rayado".
Sinonimia
- Chasea virgata (L.) Nieuwl.
- Eatonia purpurascens Raf.
- Ichnanthus glaber Link ex Steud.
- Milium virgatum (L.) Lunell
- Milium virgatum var. elongatum (Vasey) Lunell
- Panicum buchingeri E.Fourn.
- Panicum coloratum Walter
- Panicum giganteum Scheele
- Panicum glaberrimum Steud.
- Panicum ichnanthoides E.Fourn.
- Panicum kunthii E.Fourn.
- Panicum pruinosum Bernh. ex Trin.[10][11]